# Francisco Nicolau de Sousa Dias Goulão
Francisco Nicolau de Sousa Dias Goulão (Guarda, 24 de setembro de 1887 - Guarda, 12 de fevereiro de 1967) foi um monárquico português, era filho de Miguel Goulão, de Monforte da Beira e de Maria José de Sousa Dias. 
Foi tenente de engenharia do Corpo Expedicionário Português  e pertenceu à Câmara Municipal do Porto desde 1 de janeiro de 1946 até ao fim do ano de 1950, primeiro como vereador e depois como presidente substituto . Também fez parte da Mesa Administrativa da Santa Casa da Misericórdia do Porto . 